# Grumman OV-1 Mohawk
Le Grumman OV-1 Mohawk est un avion américain de surveillance du champ de bataille. Il a été conçu dans les années 1950 par la société Grumman sous la référence G-134.

## Conception
En 1954, l'US Army et l'US Marine Corps étudient le remplacement de leurs appareils de surveillance du champ de bataille. En mars 1956, ils aboutirent à un cahier des charges relatif à un avion pouvant assurer des missions d'observation visuelle et photographiques de jour comme de nuit puis plus tard de surveillance électronique. C'est l'US Navy qui assura la responsabilité du programme pour le compte du Marine Corps.
Pour répondre à ce cahier des charges, Grumman présenta le projet G-134 dirigé par Mike Pelehach. Ce projet fut sélectionné le 31 décembre 1956, et en mars 1957 neuf prototypes furent commandés soit quatre YOF-1 et cinq YAO-1, pour un total de $22 millions. En janvier 1958, le Marine Corps se retira du programme, n'ayant pas les crédits nécessaires. Malgré tout, l'US Navy conserva la responsabilité technique notamment sur les essais en vol tandis que l'US Air Force était responsable de la motorisation, L'US Army n'ayant donc pour seule responsabilité que les essais opérationnels.
Le 9 avril 1958, l'US Army passa commande pour 35 appareils de la série AO-1AF. Du fait du retrait du Marine Corps, certaines caractéristiques furent abandonnées telles que le montage d'un hydroski ; mais la capacité d'attaque au sol fut tout de même conservée. L'avion fut surnommé Montauk puis Mohawk.
Le 14 avril 1959, l'YAO-1 effectua son premier vol à Bethpage aux mains de Ralph D. Donnell. Ces essais montrèrent ses capacités de décollage et d'atterrissage court (ADAC), de vol à basse vitesse et une vitesse en piqué atteignant 740 km/h.
Le premier AO-1AF vola pour la première fois le 20 avril 1960 et pendant l'été, il fut livré à l'US Army Aviation School pour les essais opérationnels ; tandis que les essais techniques se déroulaient au Naval Air Test Center. Au total 64 AO-1AF furent commandés. Deux autres versions furent commandées, il s'agissait de l'AO-1BF équipée d'une nacelle SLAR AN/ASP-94, un radar à balayage oblique, et de l'AO-1CF équipé pour l'observation infrarouge avec un système de détection AN/UAS-4. Le premier AO-1BF fut livré le 13 septembre 1960 et le premier AO-1CF, le 28 février 1961.
Au total, 90 AO-1BF et 134 AO-1CF furent commandés.
Les premiers appareils furent attribués à le 12 septembre 1961, à la 7th Army qui les basa à Sandhoffen en Allemagne de l'Ouest. Pendant la crise de Berlin en 1961, onze appareils arrivèrent en renfort. A l'origine, on pensait qu'il y aurait suffisamment de Mohawks pour en distribuer quatre à chaque régiment et division de cavalerie blindée, ainsi que pour en fournir aux corps et aux unités de soutien du théâtre d'opérations, mais à la fin de 1962, seuls 30 des 62 Mohawks autorisés étaient arrivés sur le théâtre d'opérations.
1962 voit la livraison des premiers appareils à destination de l'Asie du Sud-Est, avec la création d'une unité d'entraînement au Japon destinée à préparer un futur emploi au Sud-Viêt Nam. La même année, la désignation des aéronefs américains est harmonisée, les AO-1AF, AO-1BF et OV-1CF devenant respectivement OV-1A, OV-1B et OV-1C.
Pendant ce temps, Grumman tente d'exporter son appareil notamment auprès de l'Allemagne de l'Ouest et de la France. Un OV-1B et un OV-1C furent testés par l'Heeresflieger mais aucune commande ne fut passée. En France, malgré deux évaluations à Buc du 6 au 8 février 1963 et à Metz-Frascaty du 10 novembre au 12 décembre, et un accord avec Breguet qui devaient produire le Mohawk équipé d'un turbopropulseur De Havilland Gnome en échange de la construction sous licence du Br 1150 Atlantic, là non plus aucune commande n'aboutit.
Au début des essais, l'US Army envoya un groupe d'évaluation à Stewart en Floride où Grumman détenait une usine acquise en 1950 auprès de Glenn Martin Co. Celle-ci produisait des éléments du Mohawk. Lorsqu'en 1966, l'US Army fut enfin responsable du programme et relança la commande supprimée sur l'année fiscale 1965, Grumman fit progressivement transférer toutes les activités liées au Mohawk dans son usine de Floride. Le 29 juillet de cette même année, le premier des 31 OV-1C modifiés fut livré à l'US Army. Les améliorations concernaient les équipements radio, de navigation, de détection et de transmissions des données infrarouges. Le conflit du Viêt Nam entraîna plusieurs améliorations directement sur la chaîne d'assemblage.
En octobre 1966, le département de la Défense des États-Unis demanda à Grumman d'améliorer les capacités de détection radar et infrarouge des Mohawk. Dans ce but deux OV-1B et deux OV-1C furent modifiés à partir de mars 1967. Ceux-ci furent affectés pendant deux ans au 224th Army Security Agency Battalion basé à Cần Thơ. Il s'avérèrent être les meilleurs aéronefs pour la détection de cibles, aussi bien pour l'artillerie, les hélicoptères de combat, les navires ou les avions de l'USAF. Ces appareils servirent en fait de prototypes à l'OV-1D. Le principal intérêt de cette version était de pouvoir effectuer toutes les missions des versions A, B et C, passant d'une mission SLAR à infrarouge en une heure.
Le premier des quatre appareils de présérie YOV-1D effectua son premier vol en août 1968 aux mains de Bill McFarlane. Ils furent suivis de 37 exemplaires. Les livraisons prirent fin en 1970. Jusqu'en 1981, l'US Army convertit 63 OV-1C à ce standard, puis entre 1982 et 1987, ce fut le cas pour 17 OV-1B. Au total, 121 OV-1D entrèrent en service.

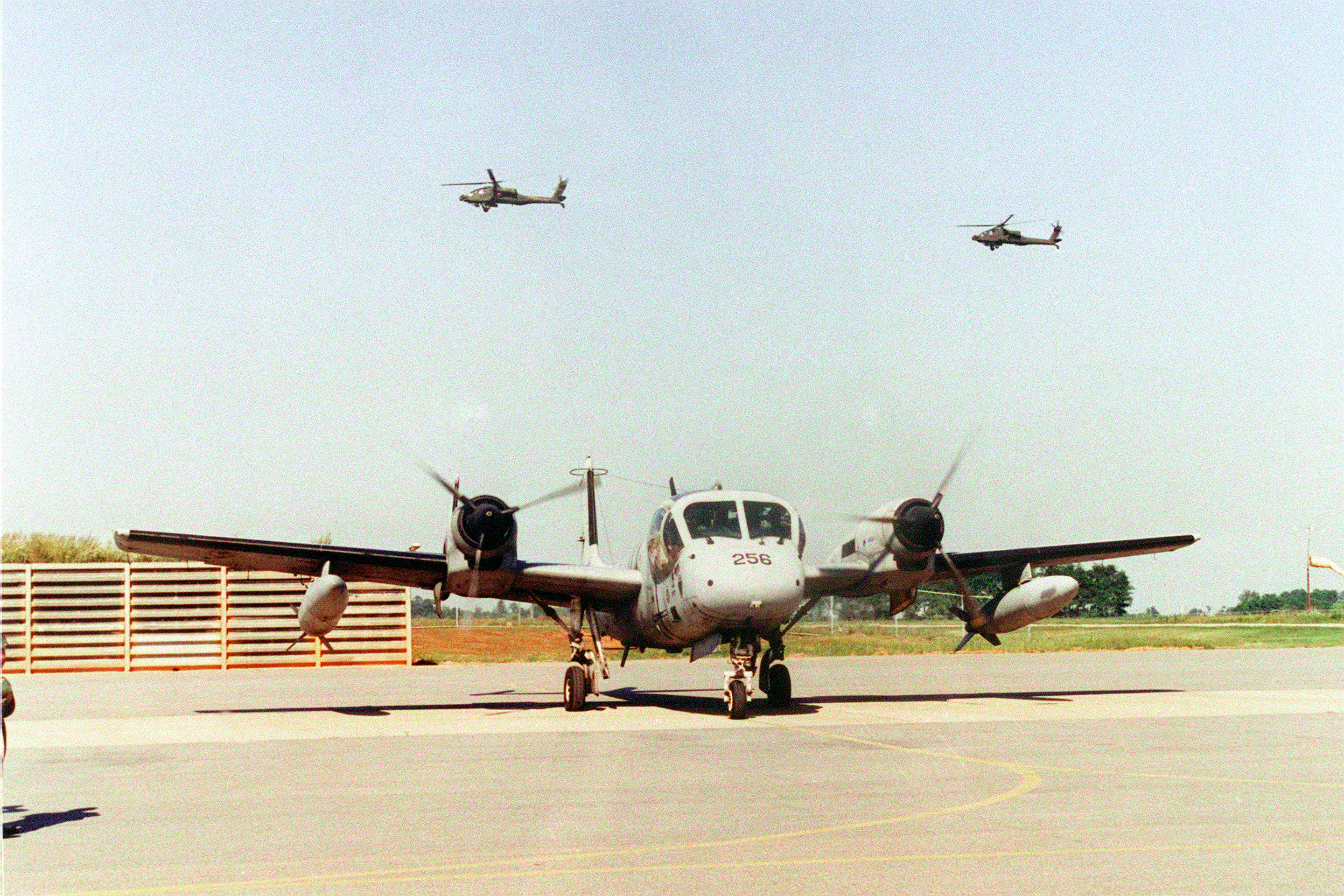
Le dernier vol d'un OV-1D de l’US Army à lieu en Corée du Sud en 1996.

Entre-temps, dès 1962, Grumman entama la transformation de certains appareils en avions d'écoute de signaux électroniques, RV-1D. Dans le cadre du programme Silver Lance, le second YOV-1A et un OV-1C furent envoyés en Europe afin de déterminer les capacités des équipements d'interception électronique. À la fin des années 1960 deux autres OV-1C furent convertis dans le cadre du programme Quick Look I, ils reçurent des nacelles contenant des récepteurs AN/APQ-142 spécialement prévus pour localiser les radars d'acquisition Squat Eye soviétiques servant à guider les canons anti-aériens. Ces deux appareils furent évalués entre 1970 et 1971 le long de la frontière entre la RFA et la RDA. Ces tests servirent à la mise au point de la version Quick Look II en 1974. Les premiers RV-1D furent livrés en février 1977. Au total 31 exemplaires d'OV-1B furent convertis entre 1977 et avril 1984. Ils furent intégrés aux unités d'OV-1D basée en Corée du Sud et en Allemagne de l'Ouest.
À partir de janvier 1986 et du premier vol d'un OV-1D doté d'un moteur Lycoming T55-L-7 de 1 825 ch. L'US Army lança un programme de modernisation désigné Block Improvement Program. Celui-ci visait à prolonger la durée de vie des appareils de 5 000 h et à moderniser les équipements de navigation et de communication. Le premier OV-1D modernisé effectua son premier vol en juin 1988.
Ainsi en 1989, 120 Mohawk étaient encore en service au sein des 1st et 2d Military Intelligence Bataillon basés en Allemagne de l'Ouest, du 3rd MIB en Corée du Sud, des 224th, 158th et 641st MIB aux États-Unis ainsi qu'au sein d'unités d'entraînement.
Au total, près de 380 Mohawk furent produits.

## Engagements

### Guerre du Viêt Nam

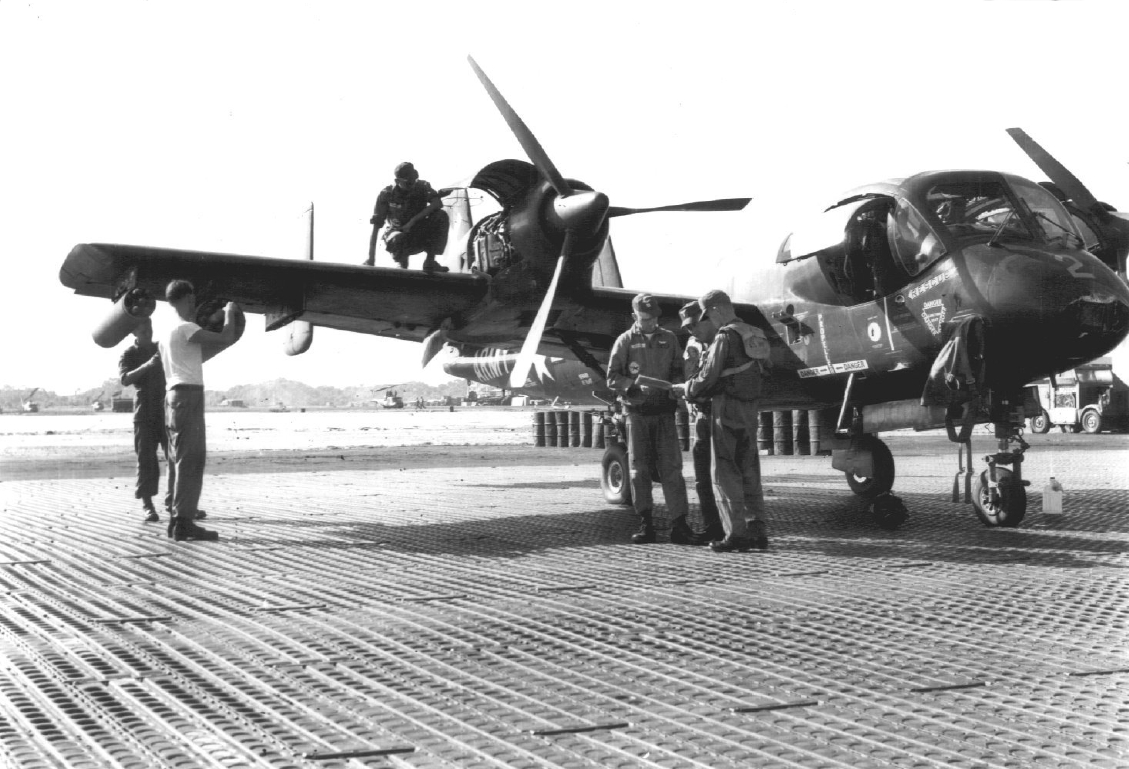
Maintenance d'un OV-1 au Vietnam du Sud en 1966.

En septembre 1962, les six premiers OV-1A arrivèrent au Sud Viêt Nam, ils servaient au sein du 23rd Special Warfare Aviation Detachment, chargé de la surveillance. Leur équipage est constitué d'un pilote américain et d'un observateur sud-vietnamien. Du 16 octobre 1962 au 15 mars 1963, les OV-1 effectuèrent 785 missions pour la perte de deux appareils.
En novembre 1964, c'est au tour des OV-1B et OV-1C du 4th Aerial Surveillance and Target Acquisition Detachment d'arriver sur place. En janvier 1965, les deux unités sont réunies au sein de la 73rd Aerial Surveillance Company. Ainsi 30 appareils sont basés à Vung Tao, avec six appareils mis à disposition de la 1st Airborne Cavalery Division sur la base de An Khe, celle-ci utilisant des versions armées JOV-1A.
Suivant l'heure de la journée, les missions et les appareils différaient. Le jour, les missions étaient effectuées par une patrouille de deux avions armés volant à environ 350 km/h et entre 250 et 500 m d'altitude. Ces missions avec charges externes duraient près de deux heures. Ces appareils ne devaient utiliser leur armement que pour riposter ; dans ce cas les deux appareils descendaient à une altitude d'environ 30 m pour attaquer. Consigne était donnée que si une seconde passe devait être effectuée, celle-ci devait s'effectuer depuis une autre direction afin de compliquer la tâche à l'ennemi.
De jour toujours, un autre type de mission pouvait être réalisé à partir d'OV-1A ou d'OV-1C. Celle-ci ne se déroulait qu'avec un seul appareil, elle consistait une mission de pénétration à basse altitude, puis une fois l'appareil en zone ennemie celui-ci prenait un peu de hauteur afin d'obtenir une meilleure image photographique ou infrarouge de la zone, puis replongeait au ras des arbres.
Les missions de nuits étaient effectuée en solo par des OC-1B et OV-1C. Le but de ces missions étaient de surveiller les mouvements nocturnes de l'ennemi et seuls ces appareils pouvaient réaliser ces observations que ce soit au sein de l'US Army ou de l'US Air Force. Lors de ces missions, les avions évoluaient entre 300 et 600 m d'altitude et effectuaient 10 passes en sept minutes, balayant ainsi une zone de 30 km sur 10 km. En cas de mission dans une zone de combat, les tirs d'artillerie devaient être stoppés où si cela n'était pas possible la mission était annulée.
De retour de mission les équipages, aidaient à interpréter les informations qui étaient ensuite communiquées aux autres armées. Ces informations servirent souvent à désigner les cibles de B-52.
Du fait de sa capacité à les survoler avant d'avoir été entendu, les OV-1 furent surnommés « la mort silencieuse » par les vietcongs.
Les OV-1B participèrent à de nombreuses opérations, telles que : Lightning Bug qui consistaient à repérer les bateaux vietcongs circulant la nuit sur les rivières, ceux-ci étant ensuite attaqué par des hélicoptères UH-1B ; ou Snipe Hunt qui a vu les OV-1B opérer en collaboration avec de AC-47 de l'US Air Force pour détruire ces bateaux.
Le Mohawk se révéla particulièrement efficace tant que le théâtre d'opération restait limité ou pour surveiller les mouvements de troupes sur la piste Hô Chi Minh, mais quand les zones de combats devinrent plus grandes, l'US Army dut intégrer les informations de l'US Air Force pour avoir une vision complète de champs de bataille. De plus, la reconnaissance visuelle étant prioritaire, certains OV-1B dépourvus de leurs équipements et des JOV-1C furent affectés à ce type de mission.
Finalement, l'OV-1 a été utilisé par les 73th, 131st, 225th, 244th et 245th Aerial Surveillance Companies. Les pertes subies lors de ce conflit furent élevées :
- 36 furent perdus par accident,
- 27 furent abattus par les Vietnamiens,
- 1 fut détruit au sol,
- 1 fut abattu par un MiG lors d'une mission au Nord Viêt Nam.

### Autres engagements des années 1970 et 1980
À partir de 1970, des avions en surplus furent versés à l'Army National Guard en Géorgie en Oregon. À la fin de l'année 1980, l'Army National Guard possédait 13 OV-1B, 24 OV-1C et 16 OV-1D, tandis que l'US Army comptait 12 OV-1B, 2 OV-1C et 68 OV-1D.
Dans le même temps, 18 autres Mohawk étaient employés par différents organismes, dont la NASA qui en utilisaient deux en tant que banc d'essai volant. D'autres notamment des OV-1A furent utilisés par la Naval Test Pilot School pour l'entraînement des pilotes au vol avec puissance asymétrique jusqu'en 1988, deux furent utilisés par Israël, un par le groupe privé Thunderbird Aviation.
Durant cette période, les 4 Mohawk furent aussi mis en œuvre par l'US Customs Service à des fins de lutte contre les trafiquants de drogue lors de l'opération Grass Catcher renommée Linebacker. En 1971, ces OV-1C reçurent un tourelle FLIR permettant de repérer de loin les appareils illégaux. Ils furent utilisés durant une quinzaine d'années avant d'être remplacés par des E-2C Hawkeye et des P-3 ASW Orion.
En 1974, Israël acquit deux OV-1D. Ils étaient basés sur l'aéroport Ben Gourion. Ils furent utilisés pour des missions d'observation secrètes. Ils furent ensuite remplacés par des drones et renvoyés aux États-Unis.
Le Mohawk participa aussi dans les années 1980 à des opérations secrètes, notamment après l'arrivée au pouvoir au Nicaragua des marxistes de Daniel Ortega.

### Guerre du Golfe
Lors de la Guerre du Golfe, toutes les unités basée en Europe et aux États-Unis effectuèrent des rotations tant pendant l'opération Bouclier du désert que pendant l'opération Tempête du désert.
Les OV-1D et RV-1D effectuèrent pour la plupart des opérations de renseignement pour le compte des troupes au sol. Cependant occasionnellement, lorsque les Lockheed U-2 ne pouvaient pas décoller, ils étaient chargés de surveiller les troupes au sol.
Bien qu'évoluant souvent de nuit et sous la menace constante des missiles sol-air, seul un RV-1D appartenant au 2d Military Intelligence Battalion fut perdu lors de ce conflit. Cette perte eut lieu le 28 avril 1991, l'avion ne put atterrir sur la base d'Al Qaysumah en Arabie saoudite à cause d'une tempête de sable et l'équipage dut s'éjecter, à court de carburant.

## Description
L'OV-1 est un avion bimoteur à ailes médianes. Celles-ci sont dotées d'un profil NACA 2412, d'un dièdre de 6,5° et sont calées sur une incidence aérodynamique de 1,5°. La structure de l'appareil est fabriquée en alliage d'aluminium, le fuselage est de type semi-monocoque. Son empennage est multidérive, l'horizontal étant flanqué de deux surfaces verticales fixes.
Les gouvernes, volets, aérofreins et le train d'atterrissage sont actionnés hydrauliquement. Les aérofreins sont situés de chaque côté du fuselage derrière les ailes. Le train d'atterrissage est tricycle, son empattement est de 3,56 m et sa voie de 2,79 m. Il est équipé d'une seul roue sur chaque jambe. La jambe avant se rétracte vers l'arrière tandis que le train principal se rétracte lui vers l'extérieur, les roues se logeant dans les nacelles des moteurs. Il est doté d'une système pneumatique haute-pression en cas d'urgence. La grande robustesse de son train d'atterrissage lui permet d'utiliser des terrains en herbe ou semi-préparés.
Au niveau motorisation, l'OV-1 utilise des turbopropulseurs Lycoming T53 entraînant des hélices tripales tractives. Le carburant est stocké dans les ailes ainsi qu'éventuellement dans les réservoirs largables accrochés sous celles-ci.
Le cockpit est équipé de deux sièges éjectables côte-à-côte Martin-Baker Mk J5 et de doubles commandes sauf en cas d'utilisation d'équipements de surveillance électronique. Les côtés de la verrière sont optimisés pour permettre une bonne vision vers le bas. Le blindage du cockpit est constitué d'un sol en plaque d'aluminium de 6,4 mm, d'un pare-brise pare-balles et de plaques pare-éclats démontables à l'avant et à l'arrière.
Suivant les versions, le Mohawk peut utiliser plusieurs équipements :
- un système de surveillance photographique doté d'appareils photo panoramiques (180°) ou prenant des photos en rafales,
- un système de surveillance infrarouge,
- un radar à visée latérale (SLAR) suspendu sous l'avant,
- un pod ECM sous point d'emport externe,
- un flash photographique sous point d'emport externe,
- des mitrailleuses en nacelle,
- des paniers à roquettes.

Plusieurs versions et sous-versions ont vu le jour :

### OV-1A
L'OV-1A était équipé pour la reconnaissance à vue ou photographique et était équipé de doubles commandes pour l'entraînement. Afin de réaliser ses missions, les trois premiers exemplaires étaient dotés d'un système photographique KS-61 qui permettait le contrôle à distance des appareils photographiques et la prise automatique de photos. Ce dispositif comprenait un appareil photo KA-30 monté au centre du fuselage et pouvant prendre 240 clichés. D'autres appareils furent équipés en plus d'un appareil photo panoramique KA-60 placé sous le radôme. Pour prendre des photos nocturnes, les avions recevaient 52 fusées éclairantes dans des carénages situés à l'emplanture des ailes. La totalité de ces équipements ne fut montée sur les avions qu'à partir du 19e exemplaire.
Une sous-version armée dénommée JOV-1A fut équipée de mitrailleuses XM-14 de 12,7 mm en nacelles pouvant tirer 750 cartouches, elle reçut aussi des paniers à roquettes LAU3/3A de 19 roquettes de 70 mm LAU52A, et des réservoirs externes d'une capacité de 1 135 l ou de 568 l. La charge externe maximale étant de 1 815 kg. 54 exemplaires durent retourner chez Grumman en vue de l'ajout de quatre points d'emport externes aux deux déjà présents.
Un total de 64 exemplaires d'OV-1A furent commandés.

### OV-1B
L'OV-1B fut destiné à l'observation par radar. À cette fin, il reçut une nacelle en fibre de verre de 5,50 m de long suspendue sous le côté droit du fuselage et contenant un radar à visée latérale AN/APS-94. Le faisceau du radar avait une ouverture de seulement 1° et balayait des bandes de terrain en fonction de l'avance de l'appareil. Les cibles fixes ou mobiles étaient enregistrées sur deux films différents et présentées à la demande de l'observateur avec trois minutes de différence, cet écart étant dû au temps de développement des bandes. Le radar fournissait des informations au 1/500 000e, l'observateur reportait donc les informations sur la grille de coordonnées et envoyait les localisations aux postes de commandements.
En outre, cette version vit son envergure allongée de 1,83 m, ses aérofreins, becs de bord d'attaque et doubles commandes supprimés, ces dernières étant remplacées par une console pour l'observateur.
Le principal problème de ce système était l'impossibilité de fonctionner à travers une fine couverture nuageuse ou par temps de pluie. Malgré tout, 101 exemplaires furent commandés.
À partir de l'année fiscale 1966, les OV-1B reçurent un radar AN/APS-94C plus performant et demandant moins d'entretien.

### OV-1C
La mission de l'OV-1C était de repérer les cibles grâce à leurs émissions infrarouges et ce de jour comme de nuit. Pour ce faire, il était équipé d'un détecteur AN/AAS-14 qui fournissait une image de la zone survolée par l'appareil. Cette image était reproduite sur l'écran cathodique de la console de l'observateur mais aussi enregistrée sur un film. Les détecteurs infrarouge étaient refroidis à −196 °C par de l'azote liquide. Cette version était aussi équipée d'un système de transmission de données AN/AUS-4.
À partir de l'année fiscale 1966, les OV-1C reçurent en remplacement de leur détecteur infrarouge AN/AAS-14, un AN/AAP-14A plus performant et plus facile à entretenir. Puis les 30 OV-1C de l'année fiscale 1967 disposèrent d'un nouveau VOR, TACAN, ADF, IFF et leur appareils photo KA-30 étaient remplacés par des KA-76. De plus, ils reçurent la même voilure que l'OV-1B, comme les 38 suivants.
Une sous-version armée désignée JOV-1C fut aussi produite. Elle était dépourvue d'équipement infrarouge.
164 exemplaires de cette version furent construits.

### OV-1D

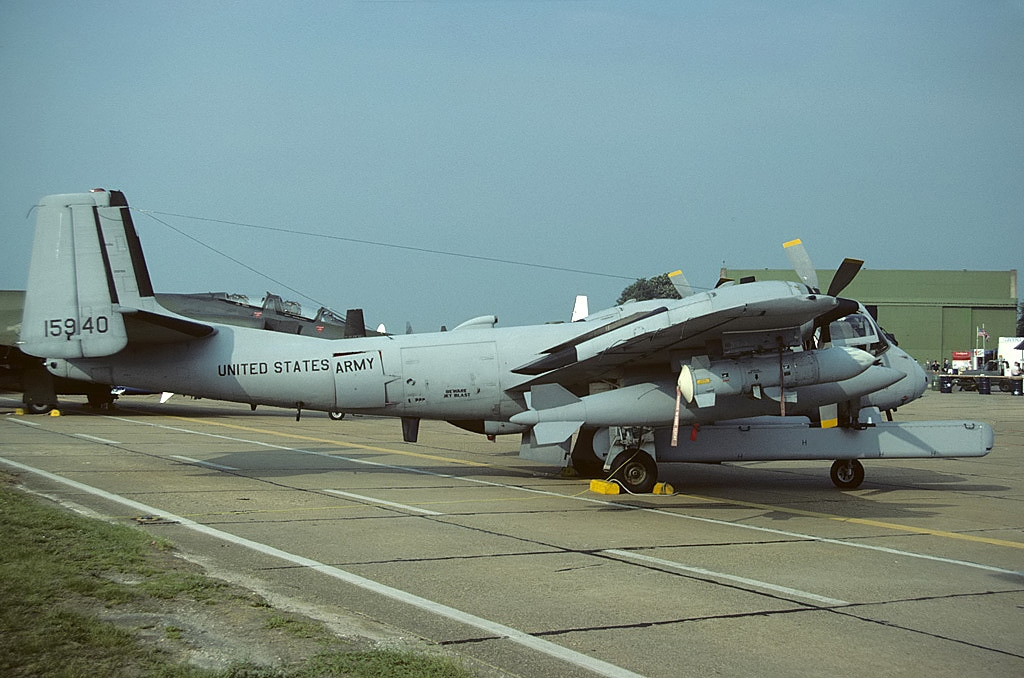
OV-1D Mohawk de l'US Army Aviation équipé d'un RVL AN/APS-94 en 1984.

L'OV-1D peut effectuer aussi bien des missions SLAR qu'infrarouge. Lors d'une mission SLAR, il est équipé d'un système AN/UPD-2 constitué d'un radar AN/APS-94D construit par Motorola, d'un transmetteur de données AN/AKT-18A et d'un recepteur au sol AN/TKQ-2A. Pour les missions infrarouges, il reçoit un détecteur AN/AAS-24 qui envoie les informations sur un écran cathodique dans le cockpit. Dans les deux cas, il est équipé en plus d'appareils photographiques KA-60C et KA-76A.
Il reçoit aussi une nouvelle centrale inertielle AN/ASN-86 qui allège la charge du pilote. Tous ces équipements sont conçus pour réduire le temps de maintenance.
37 exemplaires d'OV-1D et 4 YOV-1D furent construits, et 80 appareils de versions antérieures furent convertis en Ov-1D.

### RV-1D
Les RV-1D sont issus de la conversion d'OV-1B, qui furent transformés en appareils d'écoute électronique. Leurs missions étaient de repérer les radars soviétiques grâce à leurs émissions et d'en déterminer le type. Dans ce but ils reçurent deux nacelles de localisation d'émission AN/ALQ-133. Les signaux reçus étaient alors comparés à une banque de données permettant l'identification. Les informations pouvaient alors être envoyées à une station au sol par l'AN/USQ-61 ou 61A.
31 appareils furent modifiés en RV-1D entre 1977 et 1984. Au fil des ans, les RV-1D reçurent différentes améliorations de leurs équipements.

### Tableau comparatif des caractéristiques et des performances
|                                  | YAO-1            | OV-1A            | OV-1B            | OV-1C            | OV-1D SLAR          | OV-1D IR            | RV-1D               |
| -------------------------------- | ---------------- | ---------------- | ---------------- | ---------------- | ------------------- | ------------------- | ------------------- |
| Moteurs                          | Lycoming T53-L-3 | Lycoming T53-L-3 | Lycoming T53-L-7 | Lycoming T53-L-7 | Lycoming T53-L-701A | Lycoming T53-L-701A | Lycoming T53-L-701A |
| Puissance                        | 1 019 ch         | 1 019 ch         | 1 115 ch         | 1 115 ch         | 1 419 ch            | 1 419 ch            | 1 419 ch            |
| Envergure                        | 12,80 m          | 12,80 m          | 14,63 m          | 12,80 m          | 14,63 m             | 14,63 m             | 14,63 m             |
| Longueur                         | 12,52 m          | 12,52 m          | 13,18 m          | 12,52 m          | 13,18 m             | 12,46 m             | 12,46 m             |
| Hauteur                          | 3,85 m           | 3,89 m           | 3,86 m           | 3,86 m           | 3,86 m              | 3,86 m              | 3,86 m              |
| Surface alaire                   | 30,65 m2         | 30,65 m2         | 33,44 m2         | 30,65 m2         | 33,44 m2            | 33,44 m2            | 33,44 m2            |
| Masse à vide                     | 3 630 kg         | 4 317 kg         | 5 020 kg         | 4 765 kg         | 5 328 kg            | 5 328 kg            | 5 217 kg            |
| Masse maximale                   |                  | 6 818 kg         | 8 722 kg         | 8 722 kg         | 8 165 kg            | 8 085 kg            | 8 014 kg            |
| Vitesse maximale en palier       | 509 km/h         | 500 km/h         | 480 km/h         | 494 km/h         | 465 km/h            | 490 km/h            | 490 km/h            |
| Vitesse de décrochage            | 102 km/h         | 109 km/h         | 130 km/h         | 133 km/h         | 139 km/h            | 133 km/h            | 135 km/h            |
| Vitesse ascensionnelle           | 15,25 m/s        | 15 m/s           | 14 m/s           | 14 m/s           | 17,6 m/s            | 18,4 m/s            | 12 m/s              |
| Plafond pratique                 | 9 900 m          | 7 620 m          | 7 620 m          | 7 620 m          | 7 620 m             | 7 620 m             |                     |
| Distance de décollage            | 200 m            | 285 m            | 300 m            | 312 m            | 530 m               | 535 m               | 490 m               |
| Distance d'atterrissage          | 236 m            | 244 m            | 280 m            | 278 m            | 345 m               | 345 m               | 525 m               |
| Distance franchissable           |                  | 2 270 km         | 2 025 km         | 1 930 km         | 1 650 km            | 1 735 km            | 1 625 km            |
| Endurance avec 2 bidons de 570 l |                  | 6,37 h           | 6,11 h           | 5,31 h           | 4,35 h              | 4,54 h              | 4,59 h              |

## Records du monde
En 1966, l'OV-1B matricule 64-14240 battit cinq records du monde dans la catégorie de avions à turbopropulseurs d'une masse comprise entre 6 000 et 9 000 kg (Groupe II C-1-f)
| Titre du record                                       | Record      | Date            | Pilote          | Statut             |
| ----------------------------------------------------- | ----------- | --------------- | --------------- | ------------------ |
| Temps de montée à 3 000 m                             | 3 min 46 s  | 16 juin 1966    | James F. Peters | Toujours détenteur |
| Temps de montée à 6 000 m                             | 9 min 09 s  | 16 juin 1966    | James F. Peters | Toujours détenteur |
| Altitude maximale en vol horizontal sans charge utile | 9 753 m     | 16 juin 1966    | James F. Peters | Toujours détenteur |
| Vitesse sur 100 km en circuit fermé                   | 472,21 km/h | 17 juin 1966    | Colonel Nielsen | Toujours détenteur |
| Distance maximale en ligne droite                     | 3 838,49 km | 17 juillet 1966 | Colonel Collins | Dépassé            |

En 1971, c'est à un OV-1C matricule 67-18923 équipé de turbopropulseurs T53-L-15 de battre cinq records du monde dans la classe C-1-e du groupe II concernant les avions à turbopropulseurs d'une masse comprise entre 3 000 et 6 000 kg
| Titre du record                                       | Record      | Date        | Pilote         | Statut  |
| ----------------------------------------------------- | ----------- | ----------- | -------------- | ------- |
| Temps de montée à 3 000 m                             | 2 min 46 s  | 8 juin 1971 | Thomas G. Yoha | Dépassé |
| Temps de montée à 6 000 m                             | 5 min 46 s  | 8 juin 1971 | Thomas G. Yoha | Dépassé |
| Temps de montée à 9 000 m                             | 11 min 14 s | 8 juin 1971 | Thomas G. Yoha | Dépassé |
| Altitude maximale en vol horizontal sans charge utile | 11 080 m    | 8 juin 1971 | Thomas G. Yoha | Dépassé |
| Altitude absolue sans charge utile                    | 12 155 m    | 8 juin 1971 | Thomas G. Yoha | Dépassé |

## Utilisateurs
- Argentine
  - Armée de terre argentine : les deux premiers appareils sur 23 OV-1D issus des surplus américains furent livrés le 24 décembre 1992. Il semble que seuls 8 appareils soient toujours en service en 2004[10] au sein de l'Escuadrón de Aviatión de Apoya de Inteligencia 601 basé à Campo de Mayo près de Buenos Aires, en 2013, cet escadron est dissous et ses appareils transférés au Batallón de Aviación de Apoyo de Combate 601[11]. Aucun en date de 2016.
- Corée du Sud
  - Force aérienne de la République de Corée : 7 OV-1D
- Israël
  - Heyl Ha Avir : 2 OV-1D, maintenant remplacés par des drones.
- États-Unis
  - United States Army : Retirés du service en septembre 1996

Plusieurs dizaines ont été rachetés auprès des surplus par des particuliers, sociétés et organisations civiles. La Federal Aviation Administration en compte, en septembre 2012, 23 enregistrés aux États-Unis.

### Aéronefs comparables
- North American OV-10 Bronco